# FN AS 24

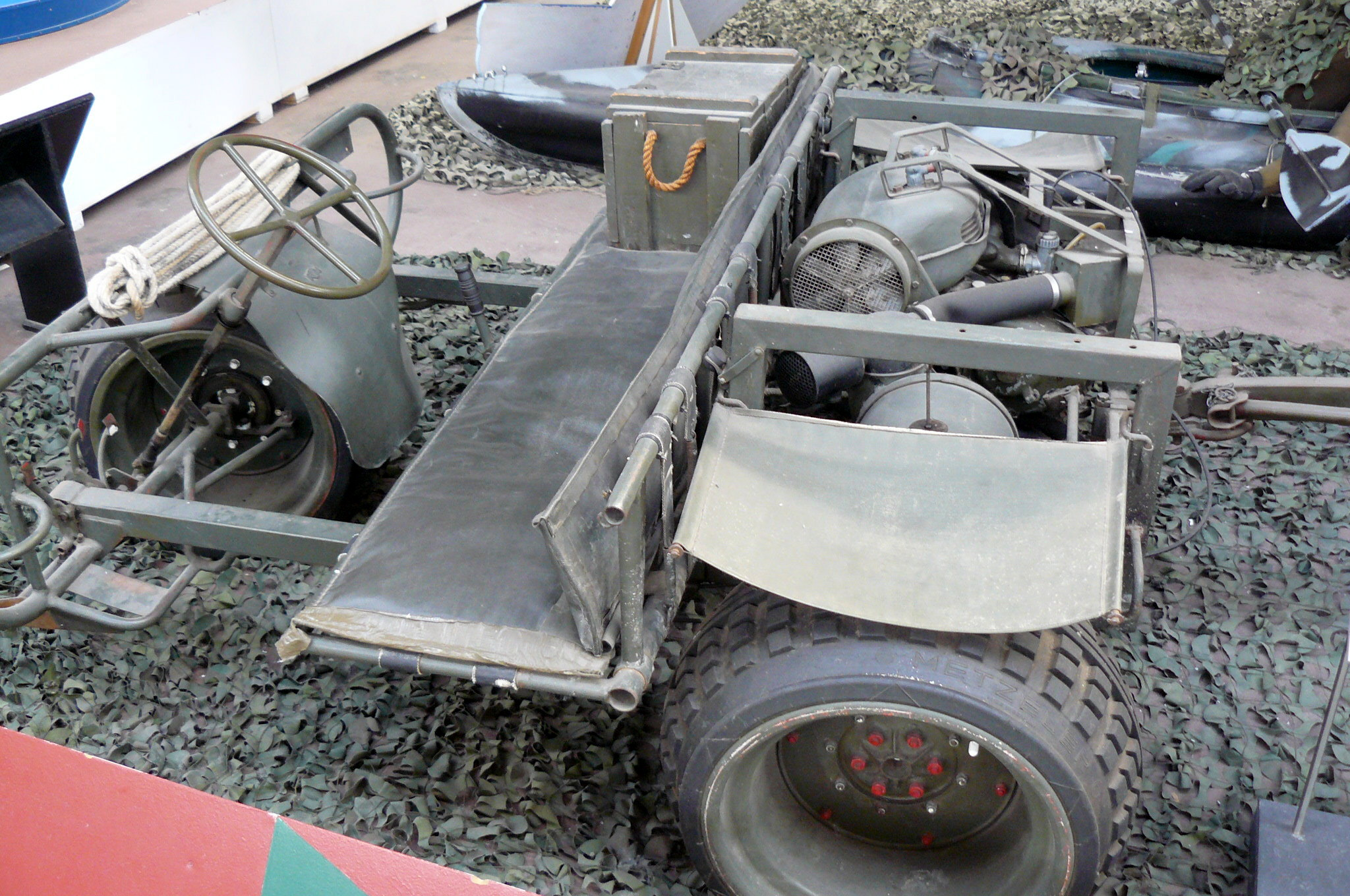
Gezien van de zijkant met zicht op de motor

De FN AS 24 is een lichte, niet-gepantserde gemotoriseerde driewieler van Fabrique Nationale de Herstal. Er zijn er zo’n 300 stuks van gemaakt en ze zijn alleen in gebruik geweest bij het Belgische leger. Ze werden vooral door de luchtlandingseenheden gebruikt.

## Geschiedenis
De AS 24 was ontwikkeld door Nicolas Straussler en het eerste voertuig werd in Duitsland geproduceerd. FN kocht een licentie en nam het voertuig in productie. Het Belgische leger had de behoefte aan een voertuig dat klein en licht genoeg was om te worden vervoerd per vliegtuig en te parachuteren. Het laatste voertuig werd in 1966 gemaakt.

## Beschrijving
De voertuig kreeg drie wielen, waarvan alleen de achterste twee werden aangedreven. De tweetaktmotor was tussen de achterwielen geplaatst. De twee cilinders hadden een cilinderinhoud van 245 cc en een vermogen van 15 pk. De versnellingsbak telde vier versnellingen vooruit, maar een achteruit ontbrak. De bestuurder en passagiers zaten naast elkaar voor de motor en achter het stuurbare voorwiel. Naast de bestuurder was er ruimte voor drie passagiers of 250 kilogram vracht. Er was ook een aanhangwagen ontworpen. Deze had twee wielen en kon een maximale last van 250 kilogram meenemen. De benzinetank had een inhoud van 10,5 liter en dit gaf het voertuig een bereik van 200 kilometer.